# Grand Prix Węgier 1998
Wyniki Grand Prix Węgier, dwunastej rundy Mistrzostw Świata Formuły 1 w sezonie 1998.

## Lista startowa
| Nr | Kierowca              | Zespół                       | Samochód       | Silnik                | Opony |
| -- | --------------------- | ---------------------------- | -------------- | --------------------- | ----- |
| 1  | Jacques Villeneuve    | Winfield Williams            | Williams FW20  | Mecachrome 3,0l V10   | G     |
| 2  | Heinz-Harald Frentzen | Winfield Williams            | Williams FW20  | Mecachrome 3,0l V10   | G     |
| 3  | Michael Schumacher    | Scuderia Ferrari Marlboro    | Ferrari F300   | Ferrari 3,0l V10      | G     |
| 4  | Eddie Irvine          | Scuderia Ferrari Marlboro    | Ferrari F300   | Ferrari 3,0l V10      | G     |
| 5  | Giancarlo Fisichella  | Mild Seven Benetton Playlife | Benetton B198  | Playlife 3,0l V10     | B     |
| 6  | Alexander Wurz        | Mild Seven Benetton Playlife | Benetton B198  | Playlife 3,0l V10     | B     |
| 7  | David Coulthard       | West McLaren Mercedes        | McLaren MP4/13 | Mercedes 3,0l V10     | B     |
| 8  | Mika Häkkinen         | West McLaren Mercedes        | McLaren MP4/13 | Mercedes 3,0l V10     | B     |
| 9  | Damon Hill            | Benson & Hedges Jordan       | Jordan 198     | Mugen-Honda 3,0l V10  | G     |
| 10 | Ralf Schumacher       | Benson & Hedges Jordan       | Jordan 198     | Mugen-Honda 3,0l V10  | G     |
| 11 | Olivier Panis         | Gauloises Prost Peugeot      | Prost AP01     | Peugeot 3,0l V10      | B     |
| 12 | Jarno Trulli          | Gauloises Prost Peugeot      | Prost AP01     | Peugeot 3,0l V10      | B     |
| 14 | Jean Alesi            | Red Bull Sauber Petronas     | Sauber C17     | Petronas 3,0l V10     | G     |
| 15 | Johnny Herbert        | Red Bull Sauber Petronas     | Sauber C17     | Petronas 3,0l V10     | G     |
| 16 | Pedro Diniz           | Danka Zepter Arrows          | Arrows A19     | Arrows 3,0l V10       | B     |
| 17 | Mika Salo             | Danka Zepter Arrows          | Arrows A19     | Arrows 3,0l V10       | B     |
| 18 | Rubens Barrichello    | HSBC Stewart Ford            | Stewart SF2    | Ford Zetec-R 3,0l V10 | B     |
| 19 | Jos Verstappen        | HSBC Stewart Ford            | Stewart SF2    | Ford Zetec-R 3,0l V10 | B     |
| 20 | Ricardo Rosset        | PIAA Tyrrell                 | Tyrrell 026    | Ford Zetec-R 3,0l V10 | G     |
| 21 | Toranosuke Takagi     | PIAA Tyrrell                 | Tyrrell 026    | Ford Zetec-R 3,0l V10 | G     |
| 22 | Shinji Nakano         | Fondmetal Minardi Team       | Minardi M198   | Ford Zetec-R 3,0l V10 | B     |
| 23 | Esteban Tuero         | Fondmetal Minardi Team       | Minardi M198   | Ford Zetec-R 3,0l V10 | B     |
| Nr | Kierowca              | Zespół                       | Samochód       | Silnik                | Opony |

## Kwalifikacje
| P                       | Nr | Kierowca              | Konstruktor(-silnik) | Opony | Czas     | Odstęp   | Strata   |
| ----------------------- | -- | --------------------- | -------------------- | ----- | -------- | -------- | -------- |
| 1                       | 8  | Mika Häkkinen         | McLaren-Mercedes     | B     | 1:16.973 | -        | -        |
| 2                       | 7  | David Coulthard       | McLaren-Mercedes     | B     | 1:17.131 | 0:00.158 | 0:00.158 |
| 3                       | 3  | Michael Schumacher    | Ferrari              | G     | 1:17.366 | 0:00.235 | 0:00.393 |
| 4                       | 9  | Damon Hill            | Jordan-Mugen-Honda   | G     | 1:18.214 | 0:00.848 | 0:01.241 |
| 5                       | 4  | Eddie Irvine          | Ferrari              | G     | 1:18.325 | 0:00.111 | 0:01.352 |
| 6                       | 1  | Jacques Villeneuve    | Williams-Mecachrome  | G     | 1:18.337 | 0:00.012 | 0:01.364 |
| 7                       | 2  | Heinz-Harald Frentzen | Williams-Mecachrome  | G     | 1:19.029 | 0:00.692 | 0:02.056 |
| 8                       | 5  | Giancarlo Fisichella  | Benetton-Playlife    | B     | 1:19.050 | 0:00.021 | 0:02.077 |
| 9                       | 6  | Alexander Wurz        | Benetton-Playlife    | B     | 1:19.063 | 0:00.013 | 0:02.090 |
| 10                      | 10 | Ralf Schumacher       | Jordan-Mugen-Honda   | G     | 1:19.171 | 0:00.108 | 0:02.198 |
| 11                      | 14 | Jean Alesi            | Sauber-Petronas      | G     | 1:19.210 | 0:00.039 | 0:02.237 |
| 12                      | 16 | Pedro Diniz           | Arrows               | B     | 1:19.706 | 0:00.496 | 0:02.733 |
| 13                      | 17 | Mika Salo             | Arrows               | B     | 1:19.712 | 0:00.006 | 0:02.739 |
| 14                      | 18 | Rubens Barrichello    | Stewart-Ford         | B     | 1:19.876 | 0:00.164 | 0:02.903 |
| 15                      | 15 | Johnny Herbert        | Sauber-Petronas      | G     | 1:19.878 | 0:00.002 | 0:02.905 |
| 16                      | 12 | Jarno Trulli          | Prost-Peugeot        | B     | 1:20.042 | 0:00.164 | 0:03.069 |
| 17                      | 19 | Jos Verstappen        | Stewart-Ford         | B     | 1:20.198 | 0:00.156 | 0:03.225 |
| 18                      | 21 | Toranosuke Takagi     | Tyrrell-Ford         | G     | 1:20.354 | 0:00.156 | 0:03.381 |
| 19                      | 22 | Shinji Nakano         | Minardi-Ford         | B     | 1:20.635 | 0:00.281 | 0:03.662 |
| 20                      | 11 | Olivier Panis         | Prost-Peugeot        | B     | 1:20.663 | 0:00.028 | 0:03.690 |
| 21                      | 23 | Esteban Tuero         | Minardi-Ford         | B     | 1:21.725 | 0:01.062 | 0:04.752 |
| Nie zakwalifikowali się |    |                       |                      |       |          |          |          |
| -                       | 20 | Ricardo Rosset        | Tyrrell-Ford         | G     | 1:23.140 | -        | 0:06.167 |
| P                       | Nr | Kierowca              | Konstruktor(-silnik) | Opony | Czas     | Odstęp   | Strata   |

## Wyścig
| P                 | Nr | Kierowca | Konstruktor           | Opony               | Okr. | Czas / Strata | Komentarz              |                 |
| ----------------- | -- | -------- | --------------------- | ------------------- | ---- | ------------- | ---------------------- | --------------- |
| 1                 |    | 3        | Michael Schumacher    | Ferrari             | G    | 77            | 1h45m25s550            |                 |
| 2                 |    | 7        | David Coulthard       | McLaren-Mercedes    | B    | 77            | 1h45m34s983(+0:09.433) |                 |
| 3                 |    | 1        | Jacques Villeneuve    | Williams-Mecachrome | G    | 77            | 1h46m09s994(+0:44.444) |                 |
| 4                 |    | 9        | Damon Hill            | Jordan-Mugen-Honda  | G    | 77            | 1h46m20s626(+0:55.076) |                 |
| 5                 |    | 2        | Heinz-Harald Frentzen | Williams-Mecachrome | G    | 77            | 1h46m22s060(+0:56.510) |                 |
| 6                 |    | 8        | Mika Häkkinen         | McLaren-Mercedes    | B    | 76            | - 1 okr.               |                 |
| 7                 |    | 14       | Jean Alesi            | Sauber-Petronas     | G    | 76            | - 1 okr.               |                 |
| 8                 |    | 5        | Giancarlo Fisichella  | Benetton-Playlife   | B    | 76            | - 1 okr.               |                 |
| 9                 |    | 10       | Ralf Schumacher       | Jordan-Mugen-Honda  | G    | 76            | - 1 okr.               |                 |
| 10                |    | 15       | Johnny Herbert        | Sauber-Petronas     | G    | 76            | - 1 okr.               |                 |
| 11                |    | 16       | Pedro Diniz           | Arrows              | B    | 74            | - 3 okr.               |                 |
| 12                |    | 11       | Olivier Panis         | Prost-Peugeot       | B    | 74            | - 3 okr.               |                 |
| 13                |    | 19       | Jos Verstappen        | Stewart-Ford        | B    | 74            | - 3 okr.               |                 |
| 14                |    | 21       | Toranosuke Takagi     | Tyrrell-Ford        | G    | 74            | - 3 okr.               |                 |
| 15                |    | 22       | Shinji Nakano         | Minardi-Ford        | B    | 74            | - 3 okr.               |                 |
| 16                |    | 6        | Alexander Wurz        | Benetton-Playlife   | B    | 69            | - 8 okr.               | skrzynia biegów |
| Niesklasyfikowani |    |          |                       |                     |      |               |                        |                 |
|                   |    | 18       | Rubens Barrichello    | Stewart-Ford        | B    | 54            | - 23 okr.              | skrzynia biegów |
|                   |    | 12       | Jarno Trulli          | Prost-Peugeot       | B    | 28            | - 49 okr.              | silnik          |
|                   |    | 17       | Mika Salo             | Arrows              | B    | 18            | - 59 okr.              | skrzynia biegów |
|                   |    | 4        | Eddie Irvine          | Ferrari             | G    | 13            | - 64 okr.              | skrzynia biegów |
|                   |    | 23       | Esteban Tuero         | Minardi-Ford        | B    | 13            | - 64 okr.              | silnik          |
| P                 | Nr | Kierowca | Konstruktor           | Opony               | Okr. | Czas / Strata | Komentarz              |                 |

## Najszybsze okrążenia
| P  | Nr | Kierowca              | Konstruktor         | Opony | Okr. | Czas     | Odstęp   | Strata   |
| -- | -- | --------------------- | ------------------- | ----- | ---- | -------- | -------- | -------- |
| 1  | 3  | Michael Schumacher    | Ferrari             | G     | 60   | 1:19.286 | -        | -        |
| 2  | 1  | Jacques Villeneuve    | Williams-Mecachrome | G     | 57   | 1:20.078 | 0:00.792 | 0:00.792 |
| 3  | 2  | Heinz-Harald Frentzen | Williams-Mecachrome | G     | 57   | 1:20.356 | 0:00.278 | 0:01.070 |
| 4  | 8  | Mika Häkkinen         | McLaren-Mercedes    | B     | 30   | 1:20.545 | 0:00.189 | 0:01.259 |
| 5  | 7  | David Coulthard       | McLaren-Mercedes    | B     | 28   | 1:20.546 | 0:00.001 | 0:01.260 |
| 6  | 9  | Damon Hill            | Jordan-Mugen-Honda  | G     | 75   | 1:20.680 | 0:00.134 | 0:01.394 |
| 7  | 10 | Ralf Schumacher       | Jordan-Mugen-Honda  | G     | 71   | 1:20.875 | 0:00.195 | 0:01.589 |
| 8  | 4  | Eddie Irvine          | Ferrari             | G     | 11   | 1:20.984 | 0:00.109 | 0:01.698 |
| 9  | 5  | Giancarlo Fisichella  | Benetton-Playlife   | B     | 48   | 1:21.060 | 0:00.076 | 0:01.774 |
| 10 | 15 | Johnny Herbert        | Sauber-Petronas     | G     | 37   | 1:21.329 | 0:00.269 | 0:02.043 |
| 11 | 14 | Jean Alesi            | Sauber-Petronas     | G     | 35   | 1:21.439 | 0:00.110 | 0:02.153 |
| 12 | 6  | Alexander Wurz        | Benetton-Playlife   | B     | 48   | 1:21.479 | 0:00.040 | 0:02.193 |
| 13 | 21 | Toranosuke Takagi     | Tyrrell-Ford        | G     | 48   | 1:22.495 | 0:01.016 | 0:03.209 |
| 14 | 11 | Olivier Panis         | Prost-Peugeot       | B     | 17   | 1:22.538 | 0:00.043 | 0:03.252 |
| 15 | 10 | Ralf Schumacher       | Jordan-Mugen-Honda  | G     | 50   | 1:23.294 | 0:00.756 | 0:04.008 |
| 16 | 12 | Jarno Trulli          | Prost-Peugeot       | B     | 25   | 1:23.318 | 0:00.024 | 0:04.032 |
| 17 | 16 | Pedro Diniz           | Arrows              | B     | 43   | 1:23.429 | 0:00.111 | 0:04.143 |
| 18 | 22 | Shinji Nakano         | Minardi-Ford        | B     | 50   | 1:23.573 | 0:00.144 | 0:04.287 |
| 19 | 19 | Jos Verstappen        | Stewart-Ford        | B     | 48   | 1:23.644 | 0:00.071 | 0:04.358 |
| 20 | 17 | Mika Salo             | Arrows              | B     | 18   | 1:23.716 | 0:00.072 | 0:04.430 |
| 21 | 23 | Esteban Tuero         | Minardi-Ford        | B     | 7    | 1:25.450 | 0:01.734 | 0:06.164 |
| P  | Nr | Kierowca              | Konstruktor         | Opony | Okr  | Czas     | Odstęp   | Strata   |

## Klasyfikacja po wyścigu

### Kierowcy
| P  | +/− | Kierowca              | Starty | Punkty | P1 | P2 | P3 | PP | NO | NS |
| -- | --- | --------------------- | ------ | ------ | -- | -- | -- | -- | -- | -- |
| 1  | 0   | Mika Häkkinen         | 12     | 77     | 6  | 2  | 1  | 8  | 4  | 2  |
| 2  | 0   | Michael Schumacher    | 12     | 70     | 5  | 1  | 3  | -  | 4  | 1  |
| 3  | 0   | David Coulthard       | 12     | 48     | 1  | 6  | -  | 3  | 3  | 3  |
| 4  | 0   | Eddie Irvine          | 12     | 32     | -  | 1  | 5  | -  | -  | 2  |
| 5  | +1  | Jacques Villeneuve    | 12     | 20     | -  | -  | 2  | -  | -  | 1  |
| 6  | −-1 | Alexander Wurz        | 12     | 17     | -  | -  | -  | -  | 1  | 2  |
| 7  | 0   | Giancarlo Fisichella  | 12     | 15     | -  | 2  | -  | 1  | -  | 4  |
| 8  | 0   | Heinz-Harald Frentzen | 12     | 10     | -  | -  | 1  | -  | -  | 4  |
| 9  | +2  | Damon Hill            | 12     | 6      | -  | -  | -  | -  | -  | 5  |
| 10 | −-1 | Rubens Barrichello    | 12     | 4      | -  | -  | -  | -  | -  | 8  |
| 11 | −-1 | Ralf Schumacher       | 12     | 4      | -  | -  | -  | -  | -  | 5  |
| 12 | 0   | Mika Salo             | 12     | 3      | -  | -  | -  | -  | -  | 8  |
| 13 | 0   | Jean Alesi            | 12     | 3      | -  | -  | -  | -  | -  | 4  |
| 14 | 0   | Johnny Herbert        | 12     | 1      | -  | -  | -  | -  | -  | 5  |
| 15 | 0   | Pedro Diniz           | 12     | 1      | -  | -  | -  | -  | -  | 8  |
| 16 | 0   | Jan Magnussen         | 7      | 1      | -  | -  | -  | -  | -  | 4  |
| 17 | 0   | Shinji Nakano         | 12     | -      | -  | -  | -  | -  | -  | 4  |
| 18 | 0   | Ricardo Rosset        | 8      | -      | -  | -  | -  | -  | -  | 5  |
| 19 | 0   | Esteban Tuero         | 12     | -      | -  | -  | -  | -  | -  | 9  |
| 20 | 0   | Jarno Trulli          | 12     | -      | -  | -  | -  | -  | -  | 8  |
| 21 | 0   | Toranosuke Takagi     | 12     | -      | -  | -  | -  | -  | -  | 6  |
| 22 | 0   | Olivier Panis         | 12     | -      | -  | -  | -  | -  | -  | 6  |
| 23 | 0   | Jos Verstappen        | 5      | -      | -  | -  | -  | -  | -  | 3  |
| P  | +/− | Kierowca              | Starty | Punkty | P1 | P2 | P3 | PP | NO | NS |

### Konstruktorzy
| P  | +/− | Konstruktor         | Starty | Punkty | P1 | P2 | P3 | PP | NO | NS |
| -- | --- | ------------------- | ------ | ------ | -- | -- | -- | -- | -- | -- |
| 1  | 0   | McLaren-Mercedes    | 24     | 125    | 7  | 8  | 1  | 11 | 7  | 5  |
| 2  | 0   | Ferrari             | 24     | 102    | 5  | 2  | 8  | -  | 4  | 3  |
| 3  | 0   | Benetton-Playlife   | 24     | 32     | -  | 2  | -  | 1  | 1  | 6  |
| 4  | 0   | Williams-Mecachrome | 24     | 30     | -  | -  | 3  | -  | -  | 5  |
| 5  | 0   | Jordan-Mugen-Honda  | 24     | 10     | -  | -  | -  | -  | -  | 10 |
| 6  | 0   | Stewart-Ford        | 24     | 5      | -  | -  | -  | -  | -  | 15 |
| 7  | 0   | Arrows              | 24     | 4      | -  | -  | -  | -  | -  | 16 |
| 8  | 0   | Sauber-Petronas     | 24     | 4      | -  | -  | -  | -  | -  | 9  |
| 9  | 0   | Minardi-Ford        | 24     | -      | -  | -  | -  | -  | -  | 13 |
| 10 | 0   | Tyrrell-Ford        | 20     | -      | -  | -  | -  | -  | -  | 11 |
| 11 | 0   | Prost-Peugeot       | 24     | -      | -  | -  | -  | -  | -  | 14 |
| P  | +/− | Konstruktor         | Starty | Punkty | P1 | P2 | P3 | PP | NO | NS |